# Мишутин, Николай Степанович
Николай Степанович Мишутин (25 декабря 1921, Порецкое, Порецкая волость, Алатырский уезд, Симбирская губерния, РСФСР — 28 декабря 1972, Порецкое, Порецкий район, Чувашская АССР, РСФСР, СССР) — русский советский детский писатель. Член Союза писателей СССР (1956).
В период Великой Отечественной войны — лейтенант Красной Армии; кавалер двух орденов Красной Звезды (1943, 1944). Автор рассказов, публиковавшихся (1962—1970) в детском журнале «Мурзилка».

## Биография
Николай Мишутин родился 25 декабря 1921 года в селе Порецкое Алатырского уезда Симбирской губернии в русской семье крестьянина-бедняка.
В 1936 году семья переехала в городок Родники Ивановской области, где родители трудились на текстильных предприятиях, а сын Николай учился в Родниковской школе № 2. Учащимся Родниковской школы принимал участие в собрании членов литературной группы. На страницах газеты «Родниковский рабочий» 17 февраля 1940 года был опубликован его рассказ «На рыбалке». Николай Мишутин с отличием окончил среднюю школу.
С 1941 года Николай Мишутин, призванный в Красную Армию из Родников, участвует в Великой Отечественной войне. В июне 1941 года Николай Мишутин был направлен в Рязанское пехотное училище. В марте 1942 года в составе особой курсантской бригады участвовал в боях на Северо-западном фронте. В апреле 1942 года получил тяжёлое ранение, в октябре 1942 — ещё одно тяжёлое ранение. Осенью 1942 года был направлен на учебу в артиллерийское училище. В марте 1943 получил лёгкое ранение. В 1943 году лейтенант Н. С. Мишутин был награждён орденом Красной Звезды. В августе 1943 получил ещё одно лёгкое ранение, в апреле 1944 — тяжёлое (ранение в грудь, в результате которого стал инвалидом второй группы). В 1944 году был кандидатом в члены ВКП(б). В 1944 году был награждён вторым орденом Красной Звезды.
После войны работал в районном отделе милиции в родном селе Порецкое (Чувашская АССР) .
Первые после войны литературные произведения опубликовал в 1955 году в газете «Молодой коммунист». В 1956 году Чувашское книжное издательство опубликовало первую книгу рассказов для дошкольников «Весенние гости», которая получила третий приз на Всемирной Лейпцигской ярмарке в ГДР. В 1956 году Николай Мишутин был принят в Союз писателей СССР.
Рассказы Николая Мишутина публиковались в газете «Сельская жизнь», в журнале «Мурзилка», в детском альманахе «Звёздочка», в альманахе «Дружба» (Чебоксары). В издательстве «Советская Россия» были изданы три сборника рассказов и сказок для детей. Произведения читались по радио, по ним ставились пьесы на телевидении, по двум рассказам – «Как дом в землю ушёл» и «Почему рыбы стали нарядными» – были созданы диафильмы. По рассказу «Пашкин корабль» в 1970-е на Чувашском телевидении был снят фильм.
Умер 28 декабря 1972 в селе Порецкое Чувашской АССР.

## Семья и личная жизнь
Дочь писателя Николая Мишутина — Светлана Николаевна Марданова.
Николай Мишутин был инвалидом II группы, до конца жизни носил в правом лёгком осколок.
Среди детворы села Порецкое писатель Николай Мишутин, работавший в милиции, из-за высокого роста имел прозвище «Дядя Стёпа».
Был в дружеских отношениях с поэтом Владимиром Грибановым, членом Союза писателей СССР, жившим в селе Порецкое Чувашской АССР. В письме советскому писателю Виталию Бианки Грибанов сообщил, что обнаружил в селе Порецкое «новоявленного Андерсена».

## Некрография
Решением Порецкого районного Собрания депутатов от 14 января 1997 года детская библиотека района стала носить имя Н. С. Мишутина.
В селе Порецкое имеется также улица Н. С. Мишутина.
В 2021 году в селе Порецкое Чувашской Республики прошли Межрегиональные Мишутинские чтения, которые были организованы Чувашской республиканской детско-юношеской библиотекой при финансовой поддержке Минкультуры Чувашии. В дальнейшем Мишустинские чтения стали ежегодными.
В Порецком популярна песня «О Суре», посвященная селу Порецкое, на слова Н. С. Мишутина.
Произведение Мишутина Н. С. было опубликовано во втором томе сборника «Чувашский рассказ» (составитель Чиндыкова Б. Б.), изданном в Чувашском книжном издательстве в 2016 году.

## Наследие

### Книги
- Мишутин Н. С. Как солнышко будили // Рисунки М. С. Майофиса. — М.: Малыш, 1968. — 38 с.
- Мишутин Н. С. Весенние гости // Рисунки Ю. Смирнова. — Чебоксары: Чувашгосиздат, 1956. — 12 с.
- Мишутин Н. С. Зайка-художник // Рисунки М. А. Ильина. — Чебоксары: Чувашгосиздат, 1959 — 44 с.
- Мишутин Н. С. Мальчик и пчёлы // Рисунки Н. Шадрина. — Чебоксары: Чувашкнигоиздат, 1964. — 46 с.
- Мишутин Н. С. Как солнышко будили // Рисунки М. А. Зобниной. — Чебоксары: Чувашкнигоиздат, 1965. — 47 с.
- Мишутин Н. С. Пашкин корабль. — Чебоксары: Чувашкнигоиздат, 1966. — 48 с.
- Мишутин Н. С. Подвиг пулеметчика // Рисунки Ю. К. Данилова. — Чебоксары: Чувашское книжное издательство, 1972. — 64 с.
- Мишутин Н. С. Максимкина аллея // Рисунки В. Я. Арапова. — Чебоксары: Чувашское книжное издательство, 1976. — 144 с.
- Мишутин Н. С. Чапаевская сабля // Рисунки В. И. Агеева. — Чебоксары: Чувашское книжное издательство, 1985. — 240 с.
- Мишутин Н. С. Матросский хлеб // Рисунки П. Н. Сергеева. — Чебоксары: Чувашское книжное издательство, 2013. — 109 с.
- Мишутин Н. С. Ёжик и ёршик // Рисунки В. Н. Гончарова. — Чебоксары: Чувашское книжное издательство. 2015. — 62 с.
- Мишутин Н. С. Как ноты в футбол играли // Рисунки И. Калентьевой. — Чебоксары: Чувашское книжное издательство, 2021. — 57 с.
- Мишутин Н. С. Про лягушку-хохотушку // Рисунки Любы Макаровой.

### Публикации
- Мишутин Н. С. На рыбалке // Родниковский рабочий, 17 февраля 1940 г.
- Мишутин Н. С. Пашкин корабль / Рисунки Т. Толстой // Мурзилка. № 7, 1962. — С. 14
- Мишутин Н. С. Как солнышко будили / Рисунки Н. М. Кочергина // Звёздочка: альманах для дошкольников, 1962.
- Мишутин Н. С. Почему рыбы стали нарядными / Рисунки В. Лосина // Мурзилка. № 2, 1965. — С. 12
- Мишутин Н. С. Как медведь репу сеял / Рисунки Н. Чарушина // Мурзилка. № 4, 1966. — С. 26
- Мишутин Н. С. Про лягушку-хохотушку / Рисунки М. Митурича // Мурзилка. № 3, 1967. — С. 26
- Мишутин Н. С. Дождик / Рисунки В. Стацинского // Мурзилка. № 7, 1967. — С. 28
- Мишутин Н. С. Тяжёлая каша / Рисунок Ю. Трусевича // Мурзилка. № 12, 1969. — С. 29
- Мишутин Н. С. Увлёкся / Рисунки В. Стацинского // Мурзилка. № 6, 1970. — С. 31
- Мишутин Н. С. Ручеек // Дружба: альманах. — Чебоксары: Чувашское книжное издательство, 1972. — № 3 (11). — С. 139
- Мишутин Н. С. Кап Капыч // Дружба: альманах. — Чебоксары: Чувашское книжное издательство, 1972. — № 3 (11). — С. 139-140
- Мишутин Н. С. Дед Туман // Дружба: альманах. — Чебоксары: Чувашское книжное издательство, 1972. — № 3 (11). — С. 140
- Мишутин Н. С. Пашкин корабль / Рисунки М. Митрофанова // Мурзилка. № 10, 2011. — С. 2

### Диафильмы
- Мишутин Н. С. Как дом в землю ушёл. — М.: Московская студия «Диафильм», 1962
- Мишутин Н. С. Почему рыбы стали нарядными. — М.: Московская студия «Диафильм», 1963

## Награды и признание
- Орден Красной Звезды (1943)
- Орден Красной Звезды (1944)
- Медаль «За победу над Германией в Великой Отечественной войне 1941-1945 гг.» (1945)
- Юбилейная медаль «Двадцать лет Победы в Великой Отечественной войне 1941—1945 гг.» (1965)
- Юбилейная медаль «50 лет Вооружённых Сил СССР» (1967)
- Юбилейная медаль «За доблестный труд. В ознаменование 100-летия со дня рождения Владимира Ильича Ленина» (1970)
- Знак «Гвардия»
- Третий приз на Всемирной Лейпцигской ярмарке (ГДР, 1956)
- Почётная грамота Чувашского обкома КПСС и Совета Министров Чувашской АССР (1971).